# Джеймс Кук
Вижте пояснителната страница за други личности с името Кук.
Джеймс Кук (на английски: James Cook) е английски мореплавател, пътешественик и изследовател, откривател на множество непознати дотогава за европейците острови и територии, учен, член на Британското кралско научно дружество.

## Ранни години (1728 – 1755)
Джеймс Кук е роден на 7 ноември 1728 година в английския град Мартън, Северен Йоркшър, в семейство на беден наемен работник. По настояване на бащата, който иска да го направи търговец, на 17 години Кук е назначен за продавач в галантериен магазин. Там любознателният юноша се задържа по-малко от година и през юли 1746 година постъпва като юнга на кораба „Фри Лов“, пренасящ въглища от Англия за Холандия и Белгия. След като служи няколко години като юнга на различни кораби и усилено изучава морски науки, през 1752 година е назначен за помощник-шкипер на търговския кораб „Френдшип“. Оттогава нататък започва бляскавата кариера на един от най-видните мореплаватели в световната история.

## Във военноморския флот (1755 – 1768)
На 13 юни 1755 година Кук постъпва на служба като доброволец във военноморския флот и взима участие в Седемгодишната война (1755 – 1763) между Англия и Франция. При постъпването си във флота, той е назначен като старши матрос, но месец по-късно е произведен в помощник-щурман, а след половин година – в боцман. От 29 юни 1756 година, след полагането на съответния изпит, Джеймс Кук е произведен в щурман – първоначално на малкия кораб „Солби“, а през октомври 1757 година на шестдесет и четири оръдейната фрегата „Пемброк“. На „Пемброк“, в състава на голяма ескадра, Кук участва в обсадата на Луисбърг (1758), както и тази на Квебек, по време на която през 1759 се отличава с проучването, измерването и поставянето на вехи на река Сейнт Лорънс (1759). Картата на Сейнт Лорънс, направена от Кук, издадена от британското Адмиралтейство впоследствие обезпечава успеха на настъпателните операции на британския флот и превземането на Квебек.
След падането на Квебек Кук е назначен през септември 1759 година на кораба „Нотъмбърланд“ – флагман на ескадрата на контраадмирал Александър Колвил. Цялата зима на 1759 – 1760 година корабът престоява в пристанището на Халифакс и през този спокоен период Кук основно се занимава с изучаване на математика и астрономия. През есента на 1762 той блестящо изпълнява възложената му задача като прави топографска снимка на залива Пласеншия и цялото западно крайбрежие на остров Нюфаундленд.
През 1763 година, след завършването на Седемгодишната война, ръководи работите по заснемането и картирането на крайбрежието на островите Сен Пиер и Микелон. През 1764 е назначен за командир на кораба „Гринвил“, на който продължава заснемането на различни участъци от крайбрежието на Нюфаундленд, а през 1765 за кратко е време е командирован в Карибско море, където съставя лоция на Хондураския залив.
Тази му дейности, изпълнени блестящо и задълбочено, спомагат за избирането и назначаването му като командир на околосветска експедиция, която Кралското географско дружество решава да проведе в южната част на Тихия океан с цел наблюдаване на преминаването на планетата Венера пред диска на Слънцето и да открие т.нар. Terra australis (Южна земя) – континент, за който се предполагало, че съществува в южното полукълбо.

## Околосветски експедиции (1768 – 1779)

### Първа околосветска експедиция (1768 – 1771)
През 1768 година Британското адмиралтейство пристъпва към организация на южна тихоокеанска експедиция, като поводът за нея става наблюдението на преминаването на планетата Венера пред диска на Слънцето на 3 юни 1769 година. През май 1768 г. от околосветско плаване се завръща Самюъл Уолис, който препоръчва наблюдението да се проведе на остров Таити. Наблюдението на Венера е само повод, а истинските причини за организирането на експедицията са откриването на т.нар. „Южен континент“ и присъединяването на нови територии към Британската империя. След Седемгодишната война Англия господства над атлантическите пътища и заема здрави позиции в Индийския океан. Франция обаче не се счита за окончателно победена по моретата. Остава Тихия океан, където през 1767 година е изпратена френска експедиция под ръководството на Луи Антоан дьо Бугенвил и английското правителство е особено разтревожено от този факт. В същия район започват да проявяват активност и испанците, съюзници на французите. Британското адмиралтейство се стреми да възпрепятства завоюването на нови земи от други морски държави и се опитва да създаде по тихоокеанските пътища английски опорни пунктове, които да способстват за установяване на британски контрол и над този океан. Несъмнено, известна роля играе и надеждата за откриване на населен Южен континент или други обитаеми земи в умерената и тропическата зона на Тихия океан. Там се надяват да намерят злато, суровини и продукти, с които да се търгува в Англия или в нейните колонии.
След известно колебание от страна на Адмиралтейството кандидатурата на Джеймс Кук се приема без условия и той е назначен за капитан на тримачтовия кораб „Индевър“ (375 т.). Екипажът първоначално се състои от 98 души, в т.ч. 13 войници. В експедицията се включват двама художника и учени: Чарлз Грийн, астроном; Джоузеф Банкс, млад, много богат човек, впоследствие основател на Британското африканско дружество и председател на Кралското географско дружество; шведския натуралист Даниел Карл Соландер, библиотекар на Британския музей. „Индевър“ е снабден с продоволствия за година и половина и въоръжен с 22 оръдия.

#### Пътуване към Нова Зеландия
На 26 август 1768 година „Индевър“ напуска Плимут, на 13 ноември пристига в Рио де Жанейро и на 7 декември отплава на юг. На 16 януари 1769 година в югоизточната част на Огнена Земя Кук се укрива в залива Буен Сусесо, където неговите спътници слизат на брега и се срещат с местните жители. На 21 януари, след стихването на бурята, „Индевър“ продължава плаването си, на 25 януари заобикаля нос Хорн и на 13 април 1769 година пристига на остров Таити. В началото на април по пътя към Таити в архипелага Туамоту Джеймс Кук открива атолите Вахитахи (4 април, вторично, 18°46′ ю. ш. 138°49′ з. д. / 18.766667° ю. ш. 138.816667° з. д., 2,5 km2), Акиаки (4 април, вторично, 18°33′ ю. ш. 139°13′ з. д. / 18.55° ю. ш. 139.216667° з. д., 1,3 km2), Хао (6 април, вторично, 18°05′ ю. ш. 140°57′ з. д. / 18.083333° ю. ш. 140.95° з. д., 47 км2), Рейтору (7 април, 17°52′ ю. ш. 143°05′ з. д. / 17.866667° ю. ш. 143.083333° з. д., 1,39 km2) и Анаа (8 април, вторично, 17°23′ ю. ш. 145°30′ з. д. / 17.383333° ю. ш. 145.5° з. д., 38 km2).
На 3 юни 1769 година при изключително благоприятни условия Чарлз Грийн провежда астрономически наблюдения на фазите на преминаването на Венера пред Слънцето. От 26 юни до 1 юли Кук заедно с Банкс с лодка обикалят и картират бреговете на целия остров Таити. На 9 юли Кук напуска Таити, като взема със себе си таитянина Тупия, който му оказва неоценими услуги по време на плаването му в Океания. От 16 юли до 6 август вторично открива в Дружествените о-ви островите Хуахине, Раиатеа, Тахаа, Бора Бора и Маупити. На 13 август в о-вите Тубуай Кук открива остров Руруту (22°27′ ю. ш. 151°20′ з. д. / 22.45° ю. ш. 151.333333° з. д., 32,75 км2).
Кук търси първоначално Южния континент на юг от Таити до 40° 22` ю.ш. и не намирайки и признак на суша на 2 септември завива на запад и преминава над 2500 км, преди на 8 октомври 1769 да достигне до земя на 38° 15 ю.ш. и 178° и.д. – източното крайбрежие на Северния остров на Нова Зеландия.
От 8 октомври 1769 до 31 март 1770 година Кук изследва бреговете на Нова Зеландия и доказва, че тя е съставена от два острова. На 11 октомври 1769 година открива залива Поверти на източния бряг на Северния остров, на 38º 45` ю.ш., а на 39º 10` ю.ш. – полуостров Махия, на 12 октомври, на 39º 15` ю.ш. – залива Хокс. На 16 октомври достига до нос Тернагейн (40º 30` ю.ш.) и тръгва обратно. От 16 октомври 1769 до средата на януари 1770 година капитан Кук изследва бреговете на Северния остров, като от 17 до 30 октомври изследва североизточното крайбрежие, а от 30 октомври до 30 декември – северното крайбрежие. На 4 ноември на 36°38′ ю. ш. 175°50′ и. д. / 36.633333° ю. ш. 175.833333° и. д. открива островите Меркюри и залива Меркюри на югозапад от тях, а на 15 ноември официално обявява присъединяването на тази страна към британските владения. На 19 ноември открива дълбоко врязващият се в сушата залив Хаураки (36°40′ ю. ш. 175°05′ и. д. / 36.666667° ю. ш. 175.083333° и. д.) и заграждащите го от към океана острови Грейт Бариер и Литъл Бариер. На 19 декември Кук открива нос Северен, на 25 декември достига до островите Три Кингс и започва да предполага, а след като на 30 декември заобикаля нос Мария ван Димен (34°29′ ю. ш. 172°39′ и. д. / 34.483333° ю. ш. 172.65° и. д.), окончателно установява, че това е откритата от Абел Тасман през 1643 земя, която Кук нарича Нова Зеландия.
От нос Мария ван Димен „Индевър“ продължава на юг, като по този начин открива северния полуостров на Северния остров – Окланд. На 9 януари 1770, на 39°18′ ю. ш. 174°01′ и. д. / 39.3° ю. ш. 174.016667° и. д. открива връх Егмонт (2517 m), а на 14 януари – остров Капити (40°52′ ю. ш. 174°55′ и. д. / 40.866667° ю. ш. 174.916667° и. д.). На 8 февруари е открит протока Кук (ширина 25 км), разделящ двата големи острова на Нова Зеландия.
От 9 февруари до 1 април Кук обикаля Южния остров на Нова Зеландия. На 16 и 17 февруари открива полуостров Банкс (43°45′ ю. ш. 172°50′ и. д. / 43.75° ю. ш. 172.833333° и. д.), който приема за остров, а на 6 март, на 46°46′ ю. ш. 168°30′ и. д. / 46.766667° ю. ш. 168.5° и. д. – остров Раупуке. На 14 март открива залива Дъски Саунд (45°45′ ю. ш. 166°30′ и. д. / 45.75° ю. ш. 166.5° и. д.) на югозападното крайбрежие на Южния остров с остров Резолюшън в него. За половин година „Индевър“ описва гигантска, около 4500 км, осморка около двата големи острова на Нова Зеландия. По този начин Кук открива земя по-голяма от Великобритания и неин антипод.

#### Източно крайбрежие на Австралия
На 1 април 1770 година Кук напуска Нова Зеландия и взема курс на запад, но природата се разпорежда по друг начин и на 19 април „Индевър“ достига до югоизточното крайбрежие на Австралия – нос Хикс (37°48′ ю. ш. 149°17′ и. д. / 37.8° ю. ш. 149.283333° и. д.), на 550 km северно от откритието на Абел Тасман. От там Кук продължава на север покрай брега и на 20 април открива залива Ботани Бей (34°00′ ю. ш. 151°10′ и. д. / 34° ю. ш. 151.166667° и. д.), около който през 1788 възниква днешния град Сидни, пренесен малко след това на 8 км на север, около залива Порт Джексън.
От 20 април до 6 май 1770 експедицията прекарва в залива Ботани Бей, където на 28 април се провежда първата среща с местните жители. На 6 май „Индевър“ вдига платна, същия ден е открит входа на залива Порт Джексън и продължава на север. На 13 май, на 28°40′ ю. ш. 153°40′ и. д. / 28.666667° ю. ш. 153.666667° и. д. открива най-източната точка на Австралия – нос Байрон, на 17 май – остров Моретон (27°10′ ю. ш. 153°24′ и. д. / 27.166667° ю. ш. 153.4° и. д.), а на запад от него залива Моретон. На 23 май „Индевър“ заобикаля остров Фрейзър, зад него открива широкия залив Хървей (24°50′ ю. ш. 153°00′ и. д. / 24.833333° ю. ш. 153° и. д.), а на 26 май англичаните встъпват в пределите на Големия бариерен риф.
Голяма част от този опасен участък са удачно преминати, но на 11 юни в 23 часа, северно от нос Трибюлейшън (16°05′ ю. ш. 145°29′ и. д. / 16.083333° ю. ш. 145.483333° и. д.) „Индевър“ засяда на риф. След едно денонощие и с огромни усилия екипажът успява да изтегли заседналия кораб и на 22 юни достигат до залива Куктаун (15°28′ ю. ш. 145°15′ и. д. / 15.466667° ю. ш. 145.25° и. д.), където престояват осем седмици, като през това време ремонтират кораба и отново установяват срещи с местните аборигени. Натуралистите Банкс и Соландер, намиращи се на борда на кораба използват това време, за да се запознаят с интересната флора и фауна на Източна Австралия.
На 4 август 1770 „Индевър“ е ремонтиран и излиза в открито море и отново се озовава в лабиринт от рифове и плитчини. Налага се да се движат с повишено внимание, като петдесетте мили до външната част на Големия Бариерен риф са преминати за девет дни. На 13 август „Индевър“ е въведен в тесен канал на рифа (прохода Кук), но на 16 август корабът отново е подложен на смъртна опасност: течението понася кораба към скалите, в които се разбиват високи вълни. Героичните усилия на целия екипаж спасяват кораба в последния момент, когато той се намира само на 80 – 100 m от скалите. На 21 август на 10°41′ ю. ш. 142°32′ и. д. / 10.683333° ю. ш. 142.533333° и. д. Кук (вторично след Вилем Янсзон) открива и заобикаля най-северната точка на Австралия – нос Йорк и група малки острови (Маунт Адолфус 10°38′ ю. ш. 142°38′ и. д. / 10.633333° ю. ш. 142.633333° и. д.). На следващия ден Кук слиза на малкото островче Посешън (10°42′53″ ю. ш. 142°23′35″ и. д. / 10.714722° ю. ш. 142.393056° и. д.) и тържествено въвежда във владение Великобритания на цялото източно крайбрежие на Австралия, което нарича Нов Южен Уелс. Преминава покрай южните брегове на група острови, които нарича Принц ъф Уелс и през протока Индевър отделящ ги от континента, навлиза в Арафурско море. По този начин Кук открива и проследява цялото (около 4000 km) източно крайбрежие на Австралия и целия (2300 km) Голям бариерен риф.
От там Кук се отправя към Нова Гвинея и на 29 август достига до южното крайбрежие на гигантския остров. Продължавайки на запад корабът преминава южно от островите Ару и Танимбар, на 10 септември достига до остров Тимор, а на 10 октомври Кук докарва „Индевър“ в пристанището на Батавия, където престоява до 15 януари 1771 г.
В Батавия, когато всички мислят, че трудностите са зад тях, върху екипажа се стоварва ново нещастие. Уморени и измъчени от двугодишното плаване, моряците почти поголовно са покосени от тропическа треска, първа жертва на която се оказва Тупия. След това на кораба се разразява тежка епидемия, която по пътя от Ява до Кейптаун покосява 31 души. Само за една „черна седмица“ (25 януари – 1 февруари 1771 г.) на „Индевър“ от дезинтерия умират седем души. Измъчени от болестта, екипажът с огромни усилия превежда кораба през Индийския океан. В Кейптаун „Индевър“ пристига на 14 март, на 11 март отплава и на 13 юли 1771 г. се завръща в Англия. Първото околосветско плаване на капитан Кук продължава 2 години 10 месеца и 17 дни.

#### Резултати от плаването
Резултатите от първата експедиция на Кук са огромни. В отчета за работата на експедицията влизат наблюденията и изследванията на учените, съпровождащи Кук в неговото плаване, таблици за приливите и отливите в южната част на Тихия океан, резултати от хидрографските и топографските дейности. Всички това позволява да се уточни картата на океаните, значително да се разшири географската представа за тази част на земното кълбо. Кук отхвърля убеждението, затвърдило се след плаването на Абел Тасман, че Нова Зеландия е северният край на Южния континент, и предполага, че този континент е разположен в непосредствена близост до южния полюс и е покрит с ледове, в което твърдение се оказва напълно прав.
Резултатите от първото плаване на Кук предизвикват ожесточени дебати в Британското адмиралтейство и в Кралското географско дружество. Те се успокояват едва тогава, когато крал Джордж III подписва декрет за подготовка на морска експедиция за търсене на Южния континент и организацията и осъществяването на тази експедиция отново е възложено на Джеймс Кук.

### Втора околосветска експедиция (1772 – 1775)
Резултатите от първата експедиция на Кук не удовлетворяват Британското адмиралтейство, което продължава да твърди, че на юг от Нова Зеландия и Австралия лежат обширни земи, които не са открити по време на плаването. Освен това в Адмиралтейството постъпват сведения, че в периода 1769 – 1771 французите са изпратили в южните ширини три експедиции. Поради това се решава незабавно да бъде подготвена и изпратена нова експедиция под ръководството на Кук, която да се заеме по сериозно с издирването на Южния континент. Втората експедиция се провежда от 13 юли 1772 до 30 юли 1775 година на корабите „Резолюшън“ и „Адвенчър“, втория под командването на Тобайас Фюрно. В състава на експедицията са включени група учени, които допринасят изключително много за физикогеографския характер на експедицията и като цяло екипажът на корабите наброява близо 200 души, като на „Резолюшън“ са 111, а на „Адвенчър“ – 81. Освен това лично на Кук е връчен специално изработен и много прецизен и ужасно скъп за времето си хронометър, използването на който по време на плаването допринася изключително много за точното определяне на географската дължина на новооткритите географски обекти.

#### Търсене на Южния континент (1772)
На 13 юли 1772 година корабите напускат Плимут и на 29 октомври акостират в Кейптаун. Там Кук научава, че осем месеца по-рано френският мореплавател Ив Жозеф дьо Кергелен дьо Тремарек на меридиана на остров Мавриций, на 48° 30` ю.ш. е открил някаква земя. На 22 ноември напуска Кейптаун и се отправя на юг.
След щателно търсене в 50º ю. ш., и след като не намира никакъв признак на земя, Кук се устремява на юг и на 17 януари 1773 в Индийския океан Кук достига до 67º 15` ю.ш., ставайки първият европеец пресякъл Южната полярна окръжност. Придвижването по на юг е невъзможно поради тежките ледове, покрили океана и Кук поема на североизток към Нова Зеландия. На 1 февруари 1773 година корабите пресичат меридиана на остров Мавриций на указаната ширина, но не намират никакви признаци от земята, открита от френския мореплавател (в действителност архипелага Кергелен се намира на 12° на изток от меридиана на Мавриций). На 8 февруари при тихо време и гъста мъгла двата кораба се изгубват. На 26 март, след 117 дни и изминати 13 хил. мили от Кейптаун, без да види и късче земя „Резолюшън“ достига до Нова Зеландия (залива Дъски Саунд), където престоява до 11 май, след което заобикаля от север Южния остров и се насочва към протока Кук, където е уговорената среща с капитан Фюрно.

#### Изследвания на Океания (1773)
На 7 юни Кук продължава на изток и до 15 юли 1773 изследва „бялото петно“ между 39° и 47° ю.ш. на изток от Нова Зеландия до 133° 30` з.д., като изминава 5600 km без да срещне никаква земя. От там завива на северозапад, преминава покрай остров Питкерн и в началото на август същата година открива в архипелага Туамоту атолите Тауере (12 август, вторично), Текокота (12 август, 17°19′ ю. ш. 142°37′ з. д. / 17.316667° ю. ш. 142.616667° з. д.), Мотутунга (13 август, 17°06′ ю. ш. 144°22′ з. д. / 17.1° ю. ш. 144.366667° з. д.) и Марутеа Северен (13 август, 17°02′ ю. ш. 143°10′ з. д. / 17.033333° ю. ш. 143.166667° з. д.). На 17 август достига Таити, където престоява две седмици.
По пътя към архипелага Тонга на 22 септември, на 19°16′ ю. ш. 158°56′ з. д. / 19.266667° ю. ш. 158.933333° з. д. открива атола Мануае (Харви) в Южните Кукови о-ви. В архипелага Тонга двата кораба престояват до 7 октомври и след това се отправят отново към Нова Зеландия. На 30 октомври край бреговете на Нова Зеландия двата кораба отново се загубват един друг, но този път окончателно и не се срещат до края на плаването, въпреки че Кук чака Фюрно до 24 ноември на уговореното място за среща.

#### Търсене на Южния континент (1773 – 1774)
На 18 декември 1773 при силен снеговалеж и гъста мъгла Кук за втори път пресича Южната полярна окръжност и на 23 декември спира пред непроходим лед на 67°20′ ю. ш. 137°20′ з. д. / 67.333333° ю. ш. 137.333333° з. д.. Отстъпва на север до 47° 51` ю.ш. и на 11 януари 1774 отново се устремява на юг. На 26 януари за трети път пресича Южната полярна окръжност и на 30 януари 1774 в Тихия океан, на 106º 54` з.д. достига до 71º10`ю.ш. (рекордна южна ширина по това време), само на 200 км от бреговете на Антарктида.

#### Изследване на Океания (1774)
От 12 до 16 март изследва остров Пасха (27°07′ ю. ш. 109°22′ з. д. / 27.116667° ю. ш. 109.366667° з. д.). След това посещава Маркизките о-ви където на 6 април открива остров Фату Хуку (9°26′ ю. ш. 138°55′ з. д. / 9.433333° ю. ш. 138.916667° з. д.). На 11 април „Резолюшън“ поема към Таити и по пътя натам на 18 април в архипелага Туамоту открива атолите Арутуа (вторично, 15°15′ ю. ш. 146°37′ з. д. / 15.25° ю. ш. 146.616667° з. д.), Каукура (15°45′ ю. ш. 146°41′ з. д. / 15.75° ю. ш. 146.683333° з. д.) и Тоау (15°49′ ю. ш. 146°00′ з. д. / 15.816667° ю. ш. 146° з. д.). Експедицията пребивава на Таити до 14 май, на 16 юни на 18°04′ ю. ш. 163°10′ з. д. / 18.066667° ю. ш. 163.166667° з. д. в Южните Куковите о-ви открива атола Палмерстон, а на 20 юни на 19°03′ ю. ш. 169°52′ з. д. / 19.05° ю. ш. 169.866667° з. д. – остров Ниуе (Савидж).
По пътя на запад на 2 юли 1774 в южната част на архипелага Фиджи Кук открива остров Ватоа (19°54′ ю. ш. 186°38′ з. д. / 19.9° ю. ш. 186.633333° з. д.).
От 17 юли до 20 август Кук открива и изследва южната част на Новохебридските о-ви (Вануату), включително островите Мало (17 юли, 15°41′ ю. ш. 167°10′ и. д. / 15.683333° ю. ш. 167.166667° и. д.) Малекула (20 юли, вторично, 16°22′ ю. ш. 167°32′ и. д. / 16.366667° ю. ш. 167.533333° и. д.), Амбрим (21 юли, 16°15′ ю. ш. 168°07′ и. д. / 16.25° ю. ш. 168.116667° и. д.), Паама (21 юли, 16°28′ ю. ш. 168°13′ и. д. / 16.466667° ю. ш. 168.216667° и. д.), Лупеви (21 юли, 16°31′ ю. ш. 168°20′ и. д. / 16.516667° ю. ш. 168.333333° и. д.), Епи (22 юли, 16°44′ ю. ш. 168°14′ и. д. / 16.733333° ю. ш. 168.233333° и. д.), о-ви Шефард (23 – 24 юли, 16°59′ ю. ш. 168°28′ и. д. / 16.983333° ю. ш. 168.466667° и. д., в т.ч. Емае, Тонгоа, Тонгарики, Матасо и Монумент), Емао (24 юли, 17°29′ ю. ш. 168°29′ и. д. / 17.483333° ю. ш. 168.483333° и. д.), Нгуна (25 юли, 17°27′ ю. ш. 168°21′ и. д. / 17.45° ю. ш. 168.35° и. д.), Ефате (25 юли, 17°41′ ю. ш. 168°22′ и. д. / 17.683333° ю. ш. 168.366667° и. д.), Ероманга (31 юли, 18°48′ ю. ш. 169°04′ и. д. / 18.8° ю. ш. 169.066667° и. д.), Тана (2 август, 19°30′ ю. ш. 169°20′ и. д. / 19.5° ю. ш. 169.333333° и. д.), Анива (1 август, 19°15′ ю. ш. 169°36′ и. д. / 19.25° ю. ш. 169.6° и. д.), Еронан (Футуна, 3 август, 19°32′ ю. ш. 170°13′ и. д. / 19.533333° ю. ш. 170.216667° и. д.) и Анейтюм (3 август, 20°11′ ю. ш. 169°49′ и. д. / 20.183333° ю. ш. 169.816667° и. д.).
На 20 август Кук излиза в открито море и продължава на югозапад. На 4 септември на 21°17′ ю. ш. 165°21′ и. д. / 21.283333° ю. ш. 165.35° и. д. открива големия остров Нова Каледония (16 346 km2) и островите Балабио (5 септември, 20°06′ ю. ш. 164°12′ и. д. / 20.1° ю. ш. 164.2° и. д.), Бааба (20°03′ ю. ш. 163°58′ и. д. / 20.05° ю. ш. 163.966667° и. д.), Коутоумо (22°40′ ю. ш. 167°31′ и. д. / 22.666667° ю. ш. 167.516667° и. д.), Ноканхоуи (22°44′ ю. ш. 167°34′ и. д. / 22.733333° ю. ш. 167.566667° и. д.), Оуен (22°25′ ю. ш. 166°49′ и. д. / 22.416667° ю. ш. 166.816667° и. д.) и Куние (Пайнс, 26 септември, 22°37′ ю. ш. 167°29′ и. д. / 22.616667° ю. ш. 167.483333° и. д.) и о-вите Белеп (19°45′ ю. ш. 163°40′ и. д. / 19.75° ю. ш. 163.666667° и. д.). На 13 септември, покрай северозападното крайбрежие на Нова Каледония открива Големия Куков риф, а на 10 октомври по пътя към Нова Зеландия, на 29°02′ ю. ш. 167°57′ и. д. / 29.033333° ю. ш. 167.95° и. д. – остров Норфолк.

#### Завършване на плаването
На 10 ноември 1774 година „Резолюшън“ вдига котва и отплава от Нова Зеландия на изток и за 37 дни достига до Огнена Земя.
В края на 1774 година Кук изследва западното и южно крайбрежие на Огнена Земя и открива остров Джилбърт (54°57′ ю. ш. 71°14′ з. д. / 54.95° ю. ш. 71.233333° з. д.), залива Кук (55°10′ ю. ш. 70°10′ з. д. / 55.166667° ю. ш. 70.166667° з. д.) и протока Кристмас Саунд (5 декември). На 1 януари 1775 на северния бряг на остров Естадос (на изток от Огнена Земя) открива Новогодишния залив и на север от него Новогодишните о-ви. От 3 до 6 януари изследва района на югоизток от остров Естадос в търсене на несъществуваща земя, нанасяна по това време на тогавашните карти и от там се отправя на изток. На 16 януари, в южната част на Атлантическия океан, на 54°25′ ю. ш. 36°30′ з. д. / 54.416667° ю. ш. 36.5° з. д. открива остров Южна Джорджия (4144 km2) и остров Уилис (54°00′ ю. ш. 38°20′ з. д. / 54° ю. ш. 38.333333° з. д.), на 19 януари – остров Кумер (54°50′ ю. ш. 35°40′ з. д. / 54.833333° ю. ш. 35.666667° з. д.), а на 20 януари – скалите Кларк (55°02′ ю. ш. 34°40′ з. д. / 55.033333° ю. ш. 34.666667° з. д.).
След това Кук продължава на югоизток, като за четвърти път се опитва да достигне до митичния Южен континент. На 28 януари на 60°04′ ю. ш. 29°23′ з. д. / 60.066667° ю. ш. 29.383333° з. д. отново е спрян от ледовете и поема на североизток. На 31 януари открива Южните Сандвичеви острови, в това число островите Саут Туле (31 януари, 59°28′ ю. ш. 27°10′ з. д. / 59.466667° ю. ш. 27.166667° з. д.), остров Монтагю (2 февруари, 58°24′ ю. ш. 26°20′ з. д. / 58.4° ю. ш. 26.333333° з. д.) островите Кандлмас (8 февруари, 57°04′ ю. ш. 26°42′ з. д. / 57.066667° ю. ш. 26.7° з. д.). От там Кук продължава на изток до 13° и.д., не намира никаква земя, завива на север и на 19 март 1775 хвърля котва в пристанището на Кейптаун. На 12 май корабът вдига платна, експедицията посещава остров Света Елена и Азорските о-ви и на 30 юли 1775 се завръща в Англия.

#### Резултати от второто плаване
Второто плаване на Кук става едно от най-важните събития в историята на географските открития и изследвания във втората половина на XVIII век. Експедицията в лицето на Кук и съпровождащите го учени извършва огромна работа по уточняването картата на Океания и островите в южната част на Атлантическия океан, изучаването на геологията, флората, фауната и етнографията на посетените острови. Самият Кук обобщавайки резултатите от своето плаване пише:
„Аз обиколих сега Южния океан във високите ширини и го пресякох по този начин, че не остана пространство, където би могъл да се намира континент, освен близо до полюса, в места недостъпни за плаване. Два пъти посетих тропическите води на Тихия океан и не само уточних някои предишни открития, но направих и много нови… По този начин аз си давам сметка, че поставените ми задачи съм ги изпълнил напълно; южното полукълбо е достатъчно изследвано и е сложен край на по-нататъшните търсения на Южния континент, който в протежение на две столетия нееднократно е привличал вниманието на морските държави и все още привлича вниманието на географите. Аз няма да отричам, че близо до полюса може да се намира континент или земя със значителни размери. Напротив, аз държа на мнението си, че такава земя там има и вероятно ние сме видели част от нея. Ужасните студове, множеството айсберги и обширното пространство плаващи ледове – всичко това е доказателство, че земя на юг трябва да има и че тази южна земя трябва да се намира или простира далеч на юг. Ако някой има необходимата решителност и упорство, за да разреши този въпрос и проникне далеч на юг повече от мен, аз няма да завиждам на славата му за неговите открития. Но трябва да кажа, че откриването на тази земя няма да допринесе голяма полза на човечеството.“
Такива хора обаче се намират само половин век след него и то на платноходни кораби, като откриват тази земя – Антарктида и след това много други допринасят за нейното изследване и опознаване.

### Трета околосветска експедиция (1776 – 1779)
Скоро след завръщането си от второто плаване Кук е повишен в звание капитан 1-ви ранг и е приет за член на Кралското географско дружество. Назначен е за управител на Гринуичката морска болница, спокойно, на малко привлекателно за него място. По този начин му е дадено да разбере, че е пенсиониран, макар и да е само на 47 години. По това време английския парламент обявява награда от 20 хил. фунта стерлинги за този английски кораб, който намери т.н. Северозападен проход, търсен вече близо два века. За тази цел Британското адмиралтейство оборудва два кораба и набира желаещи за плаването. На 10 февруари 1776 година Кук пише писмо до Адмиралтейството с молба да бъде назначен за ръководител на експедицията и молбата му е удовлетворена. За плаването са подготвени два кораба „Резолюшън“, на който Кук вдига своя флаг и „Дискавъри“ с капитан Чарлз Клерк, участник в двете предишни плавания на Кук.

#### Плаване в Южното полукълбо
На 12 юли 1776 корабите отплават от Англия и на 18 октомври пристигат в Кейптаун. След като извършват необходимия ремонт корабите вдигат котва на 5 декември и след като минават покрай островите Марион, Крозе и Кергелен на 26 януари 1777 достигат до югоизточното крайбрежие на остров Тасмания и престояват там до 30 януари. След като посещават Нова Зеландия от 12 до 25 февруари и мястото, където са убити десет от моряците на Тобайас Фюрно, експедицията продължава на североизток.
На 29 март 1777 година в южната част на Южните Кукови о-ви Джеймс Кук открива островите Мангаиа (21°55′ ю. ш. 157°55′ з. д. / 21.916667° ю. ш. 157.916667° з. д.), на 1 април – Атиу (19°59′ ю. ш. 158°07′ з. д. / 19.983333° ю. ш. 158.116667° з. д.) и Такутеа (19°49′ ю. ш. 158°17′ з. д. / 19.816667° ю. ш. 158.283333° з. д.).
От там корабите се отправят към архипелага Тонга, където пребивават от 28 април до 17 юли, като на 16 май вторично след Абел Тасман открива о-вите Хаапай ((20°00′ ю. ш. 174°30′ з. д. / 20° ю. ш. 174.5° з. д.), в т.ч. островите Лифука, Уолева, Фоа и Хаано. След това Кук се насочва към Таити по огромна дъга изпъкнала на юг, на 8 август е открит остров Тубуай ((23°22′ ю. ш. 149°29′ з. д. / 23.366667° ю. ш. 149.483333° з. д.) в едноименния архипелаг и пристигат в Таити където престояват до 8 декември 1777.

#### Откриване на Хавайските острови
По пътя на север, в изпълнение на конкретната задача, търсенето на Северозападния проход, на 24 декември в о-вите Лайн, на 1°53′ с. ш. 157°24′ з. д. / 1.883333° с. ш. 157.4° з. д. Кук вторично открива остров Рождество (Киритимати, 322 km2). От 18 до 28 януари 1778 експедицията открива и изследва Хавайските о-ви, включително островите Оаху (18 януари, 21°26′ с. ш. 157°59′ з. д. / 21.433333° с. ш. 157.983333° з. д.), Кауаи (18 януари, 22°05′ с. ш. 159°30′ з. д. / 22.083333° с. ш. 159.5° з. д.), Ниихау (19 януари, 21°54′ с. ш. 160°10′ з. д. / 21.9° с. ш. 160.166667° з. д.), Лехуа (19 януари, 22°01′ с. ш. 160°06′ з. д. / 22.016667° с. ш. 160.1° з. д.) и Каула (28 януари, 21°39′ с. ш. 160°32′ з. д. / 21.65° с. ш. 160.533333° з. д.). На 19 януари става и първата среща с хавайците. Всички те са със смугли лица и яко телосложение. Държат се мирно и културно за разлика от другите полинезийци. Кук отбелязва в своите записки, че хавайците за разлика от останалите народи в Тихия океан познават желязото, което идва да покаже, че преди него други мореплаватели са посещавали островите, вероятно испанци или още по-вероятно японци.

#### Плаване край Аляска и гибел
Англичаните пребивават на островите 15 дни и на 2 февруари продължават плаването си на североизток. От 7 март до 19 април корабите плават покрай западното крайбрежие на Северна Америка от 44º 30` с.ш. до 49º 30` с.ш. От 29 март до 26 април Кук пребивава в залива Нутка, на 12 май открива залива Принц Уилям, а на 15 май – остров Монтагю. След това изследва бреговете на залива Аляска и на 26 май открива залива Кук със залива Тернагейн Арм (61°00′ с. ш. 150°00′ з. д. / 61° с. ш. 150° з. д.). На 2 юни корабите се отправят на юг и на следващия ден когато мъглата се разсейва моряците виждат вулкана Илиамна (3075 m). На 28 юни влизат в залив на северния бряг на остров Уналашка, където попълват запасите си от прясна вода и престояват до 2 юли. Мореплавателите продължават покрай северния бряг на п-ов Аляска, изследват Бристълския залив, на 64º с.ш. и 163º з.д. откриват залива Нортън, а на 16 юли нос Нюенем (58°40′ с. ш. 162°05′ з. д. / 58.666667° с. ш. 162.083333° з. д.), ограждащ го от северозапад.
От нос Нюенем корабите завиват на запад и две седмици плават в мъгла до остров Свети Матвей. От там Кук завива на североизток и на 9 август навлиза в Беринговия проток, а от там в Чукотско море, като се придвижва бавно на север-североизток покрай американския бряг. На 17 август корабите достигат до нос Айси Кейп (70°20′ с. ш. 161°50′ з. д. / 70.333333° с. ш. 161.833333° з. д.), където пътят им е преграден от ледове и завиват обратно на югозапад, като на 21 август достигат до нос Лисбърн. От там експедицията продължава на запад покрай леденото поле и на 29 август достига до северния бряг на Чукотка (нос Шмид, 179° 30` з.д.), където отново е спряна от ледовете. Корабите завиват на югоизток, покрай чукотския бряг, преминават Беринговия проток, този път от север на юг и продължават на юг. На 19 септември Кук изследва крайбрежието на залива Нортън и на южния му бряг открива наличието на множество плитчини и сладка вода, от което прави правилен извод, че там се влива голяма река (Юкон).
От залива корабите се насочват на юг, на 2 октомври пристигат на остров Уналашка и престояват там до 26 октомври. През този период Кук се среща с руския мореплавател Герасим Измайлов и от него получава много ценна информация са бреговата линия в района. Измайлов поправя редица грешки в съставените от Кук карти и внася множество поправки. От него Кук узнава, че в Петропавловск Камчатски, където капитана възнамерява да зимува няма необходимите провизии, а и са много скъпи и поради това експедицията се отправя на юг към Хавайските о-ви.
На 26 ноември е открит остров Мауи (20°48′ с. ш. 156°20′ з. д. / 20.8° с. ш. 156.333333° з. д., 1885 km2), а на 2 декември – остров Хавай (19°34′ с. ш. 155°30′ з. д. / 19.566667° с. ш. 155.5° з. д.) от Хавайските о-ви, където между моряците и туземците възниква стълкновение, при което Джеймс Кук е убит – на 14 февруари 1779 г. На този ден хавайците открадват една лодка от експедицията. Кук вероятно е искал да вземе заложници, докато лодката не бъде върната. Капитанът слиза на брега и започва спор с местните жители. Те се разгневяват от неговата настоятелност, а когато разбират, че британците са убили един от техните вождове, започват да ги атакуват с копия и камъни. От лодките са произведени изстрели, но британците са принудени да се оттеглят. Кук е ударен в главата от хавайците и после наръган с кама.
Според една от версиите за събитията, хавайците имат култ към божеството Лоно и се оказва грешка, че експедицията се завръща на Хаваите тогава, когато сезонът на почит към Лоно (респективно период на мир) вече е завършил – преди това те не биха могли да убият капитана, но сега си го позволяват. Според друга версия, описана от Я. М. Свет, Лоно е божество, което според местната легенда населява самотно (като се изключи злият бог на огъня, който също живее там) остров Хавай, докато на него не се появяват две лодки, с неколцина корабокрушенци – мъже и жени – предците на хавайците. Лоно ги защитава от бога на огъня, който е хвърлен от него в местния вулкан. Известно време Лоно живее в сговор с хората, но се жени за една островитянка, която започва да ревнува от някакъв мъж от острова – тогава той я убива, а после дълбоко се разкайва и решава да замине. На тръгване обещава да се върне „на плаващ остров“. Когато Кук акостира на острова (за първи път – 16 – 17 януари 1779 г.) той е посрещнат тържествено и скоро разбира, че празненствата, които се провеждат в този момент са в негова чест всъщност не като към човек, а като към бог – хавайците са го взели за великия Лоно, който се е завърнал. Те наистина редовно почитат Лоно и в негово отсъствие, но сега са особено въодушевени от това, че вече е сред тях – кулминацията на празненствата е след приблизително 10 дни (специална церемония по размяна на имената между Кук и вожда на о. Хавай, с която те „завинаги закрепиха дружеските връзки“). Тези чувства скоро отстъпват на потрес и разочарование, причинени от лошото отношение на моряците към местното население и след още десетина дни Джеймс Кук, помолен за това от авторитетния хавайски вожд Каланиопу – неговият побратим – отплава от Хавай (4 февруари 1779 г.). Налага му се обаче да върне кораба си отново на острова, тъй като възниква тежка повреда на една от мачтите. След второто му акостиране на Хавай (11 – 13 февруари 1779 г.) противоречията между англичаните и островитяните се задълбочават, има няколко сражения между тях, но до гибелните за Кук събития се стига чак след като той се опитва да вземе за заложник, срещу открадната лодка, Каланиопу, а съплеменниците му се оказват твърдо решени да не допуснат да бъде отведен на кораба (явно вярвайки че ще бъде убит, както и друг един от войните им в същия този ден при схватка с моряците. Последното конкретно в книгата не се споменава, а се казва, че моряците са представили разнообразни версии за случката и трябва да е станало дума и за такава подробност и спомената с определени основания – авторът се позовава не на тях, а на проведеното през 1825 г. разследване на руския мореплавател Ото Коцебу и разговора му с възрастен островитянин, представил се като очевидец, на име Калемаку, според когото на мястото, където Кук, придружаващата го група моряци и вождът Каланиопу се намират в момента, в който са заобиколени от хавайците, дотичва окървавен негов съплеменник, ранен от изстрел с пушка, явно при току-що станал обстрел от страна на британците на плаващи в залива канута, и започва да моли вожда, „със сълза на очи“, да остане на сушата, а окаяният му вид съвсем разсвирепява островитяните и те се нахвърлят върху Кук и хората му). В описанието на Свет по-скоро изглежда Кук да е бил убит на 15 февруари сутринта.
Според Свет, част от трупа на накълцания, в самия ход на битката с хавайците (в която капитанът застрелва един от тях и почти успява да се измъкне от полесражението, но вече близо до лодките е повален с „остра желязна пръчка“), на парчета Кук е върната на моряците му след нея и след известен период на преговори и битки с островитяните. Тези останки, според неговата версия, са изгорени и спуснати в морето. Също така и има мнение, че тялото на капитан Кук е изядено от туземците и екипажът е устроил само формално погребение.
След смъртта на Кук експедицията се оглавява от капитан Чарлз Клерк, който на 23 февруари отплава от Хавайските о-ви и прави нов опит да открие западния вход на Северозападния проход, но умира край бреговете на Камчатка на 22 август 1779 (вероятно от туберкулоза). Капитан Джон Гор поема командването и под негово ръководство, на 7 октомври 1780, корабите „Резолюшън" и „Дискавъри“ се завръщат във Великобритания.

## Значение на делото на Кук
Безспорно Джеймс Кук е една от най-известните личности в историята на географските открития и изследвания, човек на века на Просвещението. По време на трите си околосветски плавания той е антарктически и арктически мореплавател и изследовател на Тихия океан и едновременно с това проправя пътя на английската търговия и колонизация. Не могат да му се отрекат упоритостта, интелигентността, любознателността и други ценни човешки качества, както и заслугите му за научното опознаване на Земята. От „планинските“ метафизични висоти той сваля географията на твърда почва, на видени и проверени факти и разгромява привържениците на „умозрителната“ школа, която упорито нанасяла на картите несъществуващи континенти. Кук справедливо си заслужава уважението на следващите поколения със своите големи открития. В същото време обаче той добива съмнителна слава на „лоцман“ на британската колониална експанзия.

## Памет
На името на Кук са наречени повече от 20 географски обекта, сред които:
- връх Кук (67°55′ ю. ш. 56°28′ и. д. / 67.916667° ю. ш. 56.466667° и. д.) на Земя Ендърби, Антарктида;
- връх Маунт Кук (43°36′ ю. ш. 170°08′ и. д. / 43.6° ю. ш. 170.133333° и. д., 3754 m) на Южния остров в Нова Зеландия, най-високата точка на страната;
- залив Кук (60°20′ с. ш. 151°23′ з. д. / 60.333333° с. ш. 151.383333° з. д.) на Тихия океан, на южното крайбрежие на Аляска;
- залив Кук (55°10′ ю. ш. 70°10′ з. д. / 55.166667° ю. ш. 70.166667° з. д.) на Тихия океан, в района на Магелановия проток;
- залив Кук (Паопао) (17°30′ с. ш. 149°49′ з. д. / 17.5° с. ш. 149.816667° з. д.) на Тихия океан, на северното крайбрежие на остров Моореа, Дружествени о-ви;
- кратер на Луната;
- ледник Кук (49°19′ ю. ш. 69°02′ и. д. / 49.316667° ю. ш. 69.033333° и. д.) на остров Кергелен в Индийския океан;
- национален парк Маунт Кук, на Южния остров в Нова Зеландия;
- нос Кук (50°08′ с. ш. 127°55′ з. д. / 50.133333° с. ш. 127.916667° з. д.) на северозападния бряг на остров Ванкувър, Канада;
- остров Кук (28°12′ ю. ш. 153°35′ и. д. / 28.2° ю. ш. 153.583333° и. д.) в Коралово море, край източните брегове на Нов Южен Уелс, Австралия;
- остров Кук (59°27′ ю. ш. 27°10′ з. д. / 59.45° ю. ш. 27.166667° з. д.) в Южните Сандвичеви о-ви;
- о-ви Кук (Северни и Южни), група от 9 атола и 6 острова в Тихия океан;
- предградие Кук (35°16′ ю. ш. 149°04′ и. д. / 35.266667° ю. ш. 149.066667° и. д.) на град Канбера, Австралия;
- проток Кук (14°26′ ю. ш. 145°23′ и. д. / 14.433333° ю. ш. 145.383333° и. д.) в Коралово море в Големия Бариерен риф;
- проток Кук (41°14′ ю. ш. 174°29′ и. д. / 41.233333° ю. ш. 174.483333° и. д.) между Северния и Южния остров, Нова Зеландия;
- река Кук (33°57′ ю. ш. 151°10′ и. д. / 33.95° ю. ш. 151.166667° и. д.) в Австралия, щат Нов Южен Уелс, вливаща се в залива Ботани Бей;
- река Кук (43°27′ ю. ш. 169°47′ и. д. / 43.45° ю. ш. 169.783333° и. д.) на Южния остров на Нова Зеландия, вливаща се в Тасманово море;
- няколко университета, училища и болници в Австралия, Нова Зеландия и САЩ.

## Съчинения
- The Journals of captain James Cook; the voyage of Endeavour 1768 – 1771, Cambridge, 1955.
- The Journals of captain James Cook; the voyage of the Resolution and Adventure 1772 – 1775, Cambridge, 1961.
- A voyage to the Pasific ocean…, London, 1784, v. I – III.